# Gentianella peruviana
Gentianella peruviana är en gentianaväxtart som först beskrevs av August Heinrich Rudolf Grisebach, och fick sitt nu gällande namn av Fabris. Gentianella peruviana ingår i släktet gentianellor, och familjen gentianaväxter. Utöver nominatformen finns också underarten G. p. boliviana.